# Scor Apgar
Scorul Apgar este o metodă utilizată pentru a evalua rapid starea de sănătate a nou-născuților în vederea prevenirii mortalității infantile. Virginia Apgar, anestezist la Spitalul Presbyterian din New York, a creat scorul în anul 1952 pentru a cuantifica efectele anesteziei obstetricale asupra bebelușilor.
Scorul Apgar este determinat prin evaluarea nou-născutului după cinci criterii simple, pe o scară de la zero la doi, și însumarea ulterioară a acestor valori. Scorul rezultat este cuprins între zero și 10. Cele cinci criterii sunt sintetizate folosindu-se cuvinte alese pentru a forma un backronim (Aspect, Puls, Grimasă, Activitate, Respirație).

## Criterii
|                         | Scor 0                           | Scor 1                                              | Scor 2                                              | Componenta backronimului |
| ----------------------- | -------------------------------- | --------------------------------------------------- | --------------------------------------------------- | ------------------------ |
| Culoarea pielii         | întreg corpul cianotic sau palid | cianotic la extremități, corp rozaliu (acrocianoză) | fără cianoză corpul și extremitățile sunt rozalii   | Aspect                   |
| Frecvență cardiacă      | absentă                          | < 100 bătăi pe minut                                | ≥ 100 bătăi pe minut                                | Puls                     |
| Reactivitate la stimuli | fără răspuns la stimulare        | grimasă la aspirare sau stimulare agresivă          | plâns la stimulare                                  | Grimasă                  |
| Tonus muscular          | absent                           | puțină flexie                                       | mâini și picioare în flexie, rezistente la extensie | Activitate               |
| Respirație              | absentă                          | slabă, neregulată, gâfâit                           | plâns gălăgios, puternic                            | Respirație               |

## Interpretarea scorurilor

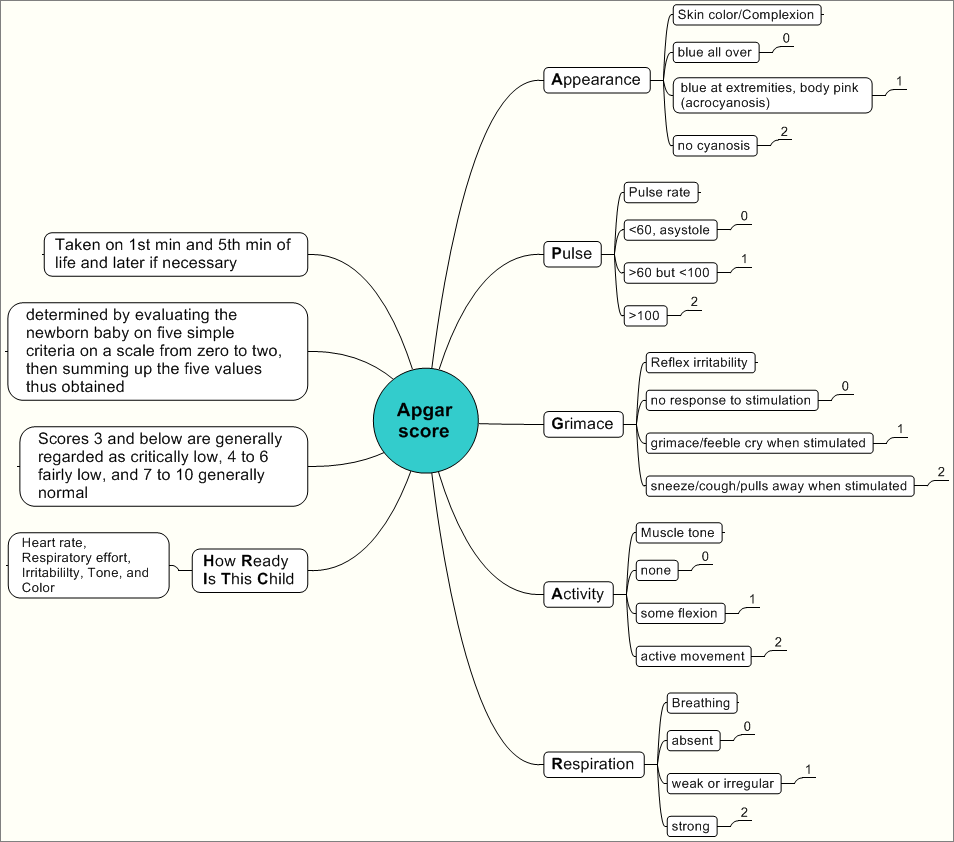
Hartă mentală care prezintă o sinteză a scorului Apgar.

Testul este efectuat în general la 1 minut și la 5 minute după naștere și poate fi repetat mai târziu dacă scorul este și rămâne scăzut. Scorurile de la 7 în sus, în general, sunt considerate normale; între 4 și 6, relativ scăzute; iar de la 3 în jos sunt considerate, în general, ca fiind extrem de scăzute și este necesară resuscitarea imediată.
Un scor scăzut în primul minut de la naștere poate indica faptul că nou-născutul necesită îngrijire medicală, însă acest lucru nu reprezintă neapărat o problemă pe termen lung, mai ales dacă scorul se îmbunătățește în decurs de 5 minute. Dacă scorul Apgar are o valoare sub 3 la intervale ulterioare de evaluare (la 10, 15 sau 30 de minute), acest lucru poate indica leziuni neurologice pe termen mai lung, precum encefalopatie ischemică și convulsii. Cu toate acestea, scopul testului Apgar este de a determina rapid dacă un nou-născut are nevoie sau nu de îngrijire medicală imediată. Nu este conceput pentru a prezice probleme de sănătate pe termen lung.
Scorul 10 este mai puțin întâlnit din cauza prevalenței cianozei tranzitorii și nu diferă substanțial de scorul 9. Cianoza tranzitorie este frecventă mai ales la copiii născuți la altitudine mare. Un studiu efectuat în Peru, prin care s-a făcut o comparație între bebelușii născuți la altitudine joasă și cei născuți la altitudine foarte mare (4340 m sau 14.138 ft.), a arătat o diferență medie semnificativă în cazul primului scor Apgar, dar nu și în cazul celui de-al doilea. Saturația de oxigen a fost, de asemenea, mai mică la altitudine mare.

## Implementarea scorurilor
În cazul în care un nou-născut are nevoie de resuscitare, manevrele trebuie începute înainte de efectuarea scorului Apgar la 1 minut de la naștere. Așadar, scorul Apgar nu este utilizat pentru a determina dacă este necesară resuscitarea inițială, ci este folosit mai degrabă pentru a determina dacă eforturile de resuscitare ar trebui continuate. Variația dintre scorurile Apgar la 1 minut și la 5 minute poate fi utilizată pentru a evalua răspunsul unui nou-născut la resuscitare. Dacă scorul este sub 7 la 5 minute de la naștere, protocolul de resuscitare neonatală (NRP) specifică faptul că scorul Apgar al bebelușului ar trebui reefectuat la intervale de 5 până la 20 de minute.
O analiză sistematică, care a investigat relația dintre pH-ul din cordonul ombilical și consecințele neonatale, a arătat că pH-ul scăzut din cordon este strâns corelat cu mortalitatea, morbiditatea și paralizia cerebrală în copilărie. Pentru a reduce riscul apariției unor consecințe negative, se recomandă recoltarea unei mostre de gaz sanguin din artera ombilicală atunci când un nou-născut are un scor Apgar de 5 sau mai puțin la 5 minute de la naștere.

## Limitări
Există numeroși factori care influențează scorul Apgar, mulți dintre aceștia fiind subiectivi. Exemple de factori subiectivi includ, dar nu se limitează la: culoare, tonus muscular și reactivitate la stimuli. Copiii născuți prematur pot primi un scor mai mic la aceste categorii, datorat mai degrabă asfixiei decât imaturității. Alți factori care pot influența variabilitatea în rândul nou-născuților sunt: malformațiile congenitale, sedarea mamei în timpul travaliului, vârsta gestațională sau traumatismul. Utilizarea necorespunzătoare a scorului Apgar a condus la erori în stabilirea diagnosticului de asfixie.
Diverse studii au arătat că scorul Apgar variază între furnizorii individuali de servicii medicale. A fost efectuat un studiu în care li s-a cerut unora dintre ei să acorde scoruri Apgar unui grup de nou-născuți. Comparând scorurile atribuite, rezultatele au arătat că furnizorii respectivi au avut o consecvență de 55% până la 82% .

## Acronim
La aproximativ zece ani de la publicarea inițială, în Statele Unite a fost inventat un backronim pentru APGAR, servind drept instrument de învățare: Aspect (culoarea pielii), Puls (ritm cardiac), Grimasă (reactivitate la stimuli), Activitate (tonus muscular) și Respirație.
- Spaniolă: Apariencia, Pulso, Gesticulación, Actividad, Respiración;
- Portugheză: Aparência, Pulso, Gesticulação, Atividade, Respiração;
- Franceză: Apparence, Pouls, Grimace, Activité, Respiration;
- Germană: Atmung, Puls, Grundtonus, Aussehen, Reflexe, reprezentând aceleași teste, dar într-o ordine diferită (respirație, puls, tonus muscular, aspect, reactivitate la stimuli).
- Cehă: Adaptace kůže, Pulz, Grimasy, Aktivita svalů, Respirace[13];

Un alt backronim (APGAR) care poartă numele Virginiei Apgar este American Pediatric Gross Assessment Record.
Un alt instrument de învățare pentru testul APGAR este „How Ready Is This Child?” (HRITC), care rezumă criteriile de evaluat astfel: Heart rate (ritm cardiac), Respiratory effort (respirație), Irritability (reactivitate la stimuli), Tone (tonus muscular) și Color (culoare).